# Rio Markha (Índia)
O rio Markha é um curso de água do Ladaque, norte da Índia, afluente do rio Zanskar pela margem direita (oriental). Forma-se na confluência dos rios Langtang Chu e Nimaling Chu, correndo no sentido sudeste-noroeste até confluir com o Zanskar perto da aldeia de Skiu. As principais aldeias ao longo do seu vale são Skiu (ou Skyu), Markha, Umlung e Hangkar (ou Hankar). Todo o seu curso faz parte da região de Zanskar e do Parque Nacional de Hemis.
O vale de Markha é um dos percursos de trekking mais populares do Ladaque. A variante mais comum do Markha Trek começa em Lé ou Spituk, segue para sul e entra no vale de Markha pelo passo de montanha Ganda La (4 980 m). O rio é alcançado na aldeia de Skiu. O trek prossegue depois para sudeste, subindo ao longo do rio até Hankar, a (3 900 m) e continua até Nimaling (4 730 m), onde a confluência do Langtang Chu e Nimaling Chu origina o rio Markha. Em Nimaling, o trek abandona o vale e segue para norte, em direção a Shang Sumdo, passando pelo passo Gongmaru La 5 130 m). Os principais maciços montanhosos nas imediações do vale são o de Stok Kangri (altitude máxima: 6 153 metros), a norte, e o Kang Yatze (6 400 metros), a sul. No vale existem várias pequenas gompas (mosteiros budistas), dos quais o mais importante é o de Tache. A gompa de Skiu é uma das mais antigas do Ladaque, tendo sido fundada no século XI pelo ilustre lotsawa (tradutor para tibetano das escrituras sagradas budistas) Rinchen Zangpo (958–1055).